# Hu Kai
Hu Kai, född 4 augusti 1982, är en friidrottare från Kina. Han deltog vid olympiska sommarspelen 2008.